# 熊木翔
熊木 翔（くまき しょう、1989年3月2日 - ）は、日本のシンガーソングライター。
東京都出身。

## 略歴
- 1998年 - エクスィード・アルファに所属し、芸能界デビュー。
- 1999年 - キリンプロに移籍[1]。
- 2000年 - NHK教育『天才てれびくんワイド』にてれび戦士として3年間出演。
- 2005年 - 芸能界を引退。
- 2009年 - シンガーソングライターとして活動再開。

## 出演

### テレビドラマ
- 大河ドラマ「元禄繚乱」（1999年、NHK） - 大石松之丞（幼少期） 役
- 新・南部大吉交番日記（2000年、NHK）
- 二千年の恋（2000年、フジテレビ）

### バラエティ
- 天才てれびくんワイド（2000年 - 2003年、NHK教育） - てれび戦士

### 映画
- カントリーベアーズ（2003年） - 主演・ベアリー・バリントン 役 ※吹き替え[2]

### 舞台
- 7丁目16番地ゆめ屋 〜最後だョ! 全員集合の巻〜（2017年12月21日 -25日、両国air studio）

### CM
- UCC すらっと茶（1998年）
- 任天堂 ポケモンスタジアム2（1999年）
- ヤマハ Vino（1999年）
- ツクダオリジナル PINO 出会い編（2001年）